# Іштван Юхас
Іштван Юхас (угор. Juhász István; 17 липня 1945, Будапешт — 16 вересня 2024) — угорський футболіст, що грав на позиції півзахисника.
Більшу частину кар'єри виступав за «Ференцварош», а також національну збірну Угорщини.

## Клубна кар'єра
У дорослому футболі дебютував 1963 року виступами за «Ференцварош», в якому провів чотирнадцять сезонів, взявши участь у 302 матчах чемпіонату. Більшість часу, проведеного у складі «Ференцвароша», був основним гравцем команди. У її складі п'ять разів ставав чемпіоном Угорщини в сезонах 1964, 1967, 1968 і 1975/76, а також тричі вигравав Кубок Угорщини — в 1972, 1974 і 1976 роках. Крім того Юхас з командою двічі досягав фіналу Кубка ярмарків. У 1965 році у вирішальному матчі угорці перемогли «Ювентус» 1:0, а в 1968 році поступились «Лідс Юнайтед» (0:1, 0:0). Згодом, в 1975 році, команда з Іштваном втретє пробилась до фіналу єврокубку — цього разу до фіналу Кубка кубків, де команда була розгромлена київським «Динамо» 0:3.
Завершив професійну ігрову кар'єру в американському клубі «Сан-Дієго Сокерс», за який грав у Північноамериканській футбольній лізі (NASL) до кінця своєї кар'єри у 1979 році.

## Виступи за збірну
1969 року дебютував в офіційних матчах у складі національної збірної Угорщини. 
У складі збірної був учасником футбольного турніру на Олімпійських іграх 1968 року у Мехіко, здобувши того року титул олімпійського чемпіона, а також чемпіонату Європи 1972 року у Бельгії, де Юхас зіграв в обох матчах, а команда зайняла останнє 4 місце.
Всього протягом кар'єри у національній команді, яка тривала 6 років, провів у формі головної команди країни 23 матчі, забивши 1 гол.

## Досягнення
- Чемпіон Угорщини: (5): 1963, 1964, 1967, 1968, 1976
- Володар Кубка Угорщини (3): 1972, 1974, 1976
- Володар Кубка ярмарків (1): 1965
- Фіналіст Кубка Кубків УЄФА (1): 1975
- Фіналіст Кубка ярмарків (1): 1968
- Олімпійський чемпіон: 1968